# DR 18 201
DR 18 201 – parowóz wyprodukowany w 1961 roku w zakładach naprawczych taboru kolejowego w Meiningen zaprojektowany do testowania eksportowych wagonów pasażerskich z prędkością 160 km/h    
Powodem produkcji były po pierwsze trudności w naprawie odstawionego parowozu pospiesznego Baureihe 61 z drugiej strony istniała potrzeba wyprodukowania parowozu o wysokiej prędkości maksymalnej do wykonywania jazd testowych eksportowanych wagonów pasażerskich do prędkości co najmniej 160 kilometrów na godzinę produkowanych przez rodzimy przemysł. Dzięki dużej średnicy koła napędne od lokomotywy Baureihe 61 wyprodukowanego w Henschel & Sohn były odpowiednie do produkowanego parowozu Od tego parowozu wykorzystano również podwozie oraz układ parorozdzielczy. Tylna oś toczna i zewnętrzne cylindry pochodziły z nieudanej lokomotywy wysokiego ciśnienia H 45 024. Cylinder wewnętrzny zrekonstruowano. Wymiana cylindrów była konieczna, ponieważ parowóz Baureihe 61 wymagał ciśnienia 20 atmosfer, jednak kocioł parowy nie osiągnął wystarczającej żywotności. W lokomotywie wykorzystano kocioł stosowany w innych wschodnioniemieckich parowozach. Do parowozu dołączono tender od lokomotywy parowej Baureihe 44. W parowozie został zamontowany również inżektor Giesla. Innymi korektami technicznymi były hamulce przeciwciśnieniowe oraz jednocześnie podgrzewacz wody. Parowóz otrzymał otuliny aerodynamiczne zamontowane z przodu oraz nad układem napędowym lokomotywy parowej. W dniu 31 maja 1961 r., parowóz wyjechał z zakładów naprawczych taboru kolejowego w Meinningen. Lokomotywa parowa stacjonowała w lokomotywowni Halle. Parowóz testowano po raz pierwszy w 1964 roku na szlaku z Frankfurtu nad Odrą do Grünheide przy prędkości 160 km/h. Lokomotywa w listopadzie tego roku podczas jazdy na torze doświadczalnym w Velimu w Czechosłowacji osiągnęła 176 km/h. Podczas naprawy głównej w dniu 29 czerwca 1967 roku w Meiningen lokomotywa została przebudowana na opalanie mazutem. Parowóz podczas jazdy próbnej 11 października 1972 na linii kolejowej z Delitzsch do Berlina między Gräfenhainichen i Pratau osiągnął maksymalną prędkość 182,5 km/h. Jest to najszybsza sprawna lokomotywa parowa.